# Hugh Gough (1er vicomte Gough)
Hugh Gough (3 novembre 1779 - 2 mars 1869) est un officier de l'armée britannique. Après avoir servi comme officier subalterne lors de la prise du Cap de Bonne-Espérance pendant les guerres de la Révolution française, Gough commande le 2e bataillon du 87e (Royal Irish Fusiliers) régiment d'infanterie pendant la Guerre d'indépendance espagnole. Après avoir servi comme commandant en chef des forces britanniques en Chine pendant la première guerre de l'opium, il devient commandant en chef de l'Inde et dirige les forces britanniques en action contre les Marathes, les battant de manière décisive à la fin de la campagne de Gwalior et puis commande les troupes qui battent les sikhs pendant la première guerre anglo-sikhe et la Seconde Guerre anglo-sikhe.

## Début de carrière
Hugh Gough naît en 1779, il est le fils du lieutenant-colonel George Gough et de Letitia Gough (née Bunbury) de Lisnavagh, et devient officier dans la milice de Limerick le 7 août 1793. Il est transféré dans un régiment formé localement le 7 août 1794 et, après avoir été promu lieutenant dans le 119e régiment d'infanterie le 11 octobre 1794, il est transféré au 78e (Highlanders) régiment d'infanterie le 6 juin 1795. Il participe à la prise du cap de Bonne-Espérance en septembre 1795 pendant les guerres de la Révolution française et passe au 87e (Royal Irish Fusiliers) régiment d'infanterie en décembre 1795, avant d'être déployé avec son régiment aux Antilles et de participer dans l'expédition de Guyane hollandaise en 1799. Après son retour en Angleterre, il est promu capitaine du 2e bataillon de son régiment le 25 juin 1803 et major du même bataillon le 25 juin 1803.

## Guerre Péninsulaire
Gough rejoint Arthur Wellesley de Wellington en Espagne en janvier 1809 et commande le 2e bataillon de son régiment à la bataille de Talavera, au cours de laquelle il est blessé en juillet 1809 pendant la Guerre d'indépendance espagnole. Il combat à la bataille de Barrosa, où son régiment capture un aigle impérial français en mars 1811. Promu lieutenant-colonel breveté le 30 mars 1811, il participe également au siège de Tarifa en janvier 1812, à la bataille de Vitoria en juin 1813 et à la Bataille de la Nivelle, au cours desquelles il est à nouveau grièvement blessé en novembre 1813. Il est promu au grade effectif de lieutenant-colonel le 25 mai 1815, nommé Compagnon de l'Ordre du Bain le 4 juin 1815 et nommé Chevalier le 16 mars 1816.
Promu colonel le 12 août 1819, Gough devient commandant du 22e Régiment d'infanterie dans le Comté de Tipperary où il sert également en tant que magistrat local. Il est promu général de division le 22 juillet 1830 et promu chevalier commandeur de l'ordre du bain le 18 septembre 1831.

## Service à l'est

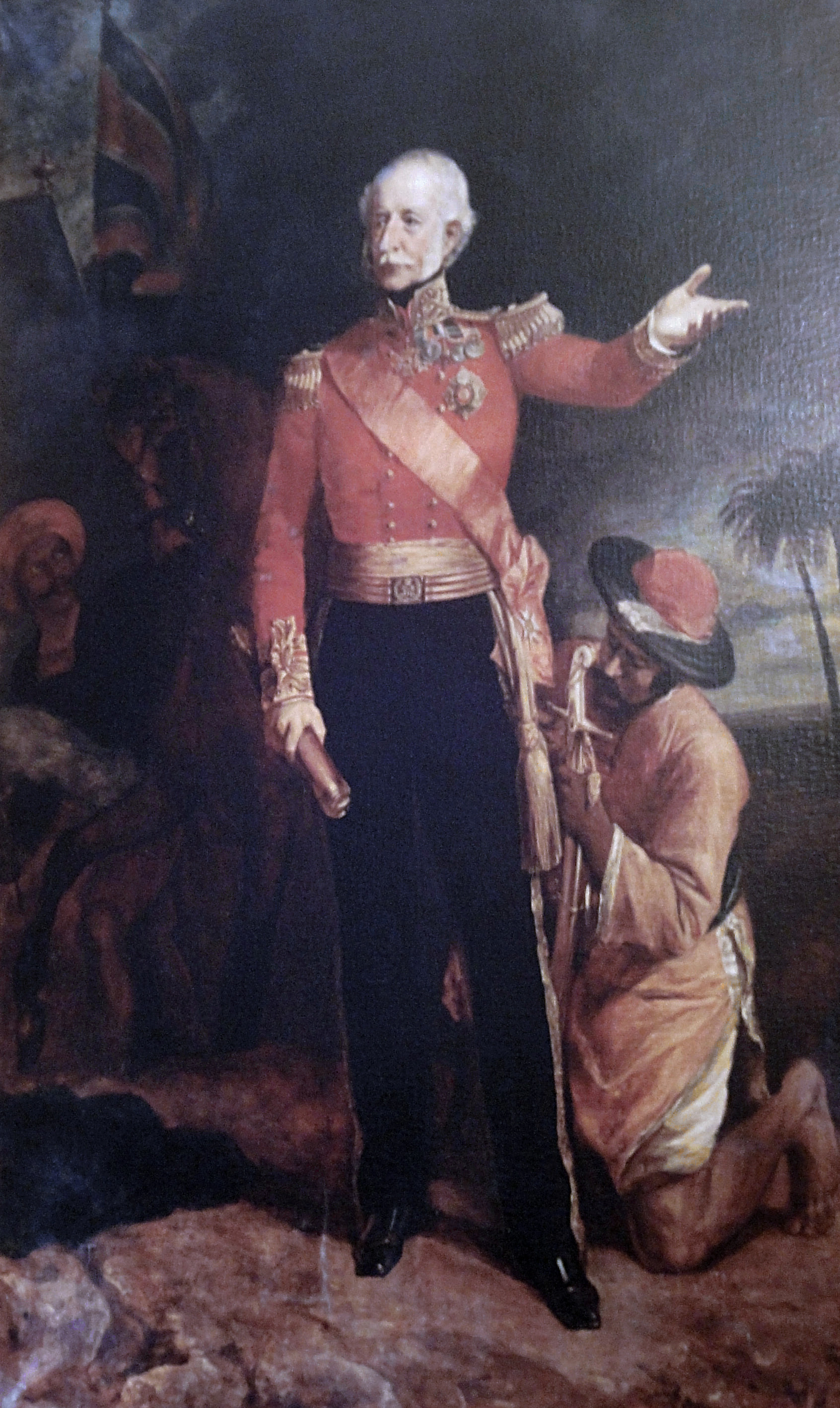
Une peinture de Hugh Gough accrochée dans le couloir de St. Helen's, Booterstown, son ancienne maison dans le comté de Dublin, en Irlande.

Gough devient officier général commandant la division Mysore de l'armée de Madras en 1837. Au début de la Première guerre de l'opium en mars 1839, il est nommé commandant en chef des forces britanniques en Chine. Il mène l'assaut à la bataille de Canton en mai 1841, et ayant été promu au grade local de lieutenant général en Inde et en Chine le 18 juin 1841, il mène l'assaut à la bataille d'Amoy en août 1841. Avancé chevalier grand-croix de l'ordre du bain le 14 octobre 1841 et promu au grade effectif de lieutenant général le 23 novembre 1841, il commande les forces britanniques à la bataille de Chapu en mai 1842 et à la bataille de Chinkiang en juillet 1842. Après le traité de Nankin, les forces britanniques se retirent et il retourne en Inde. Il devient baronnet le 1er décembre 1842 et est promu au grade local de général en Inde le 3 mars 1843.
En août 1843, Gough devient commandant en chef de l'Inde et, en décembre 1843, il mène les forces britanniques en action contre les Mahrattes, les battant de manière décisive à la fin de la campagne de Gwalior. Il commande également les troupes à la bataille de Mudki en décembre 1845, à la bataille de Ferozeshah également en décembre 1845 et à la bataille de Sobraon en février 1846 pendant la première guerre anglo-sikhe. Gough est loyalement soutenu par Henry Hardinge, le gouverneur général, qui sert sous lui pendant ces actions. Gough est élevé à la pairie en tant que baron Gough de Chinkiang en Chine et de Maharajpore et des Sutlej aux Indes orientales le 7 avril 1846.

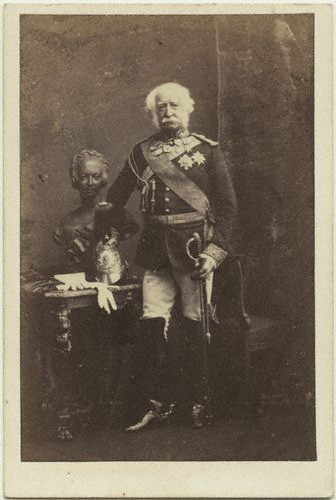
Hugh Gough, 1861, par Camille Silvy

La Seconde Guerre anglo-sikhe commence en 1848, et à nouveau Gough prend le commandement en personne à la bataille de Ramnagar en novembre 1848 et à la bataille de Chillianwala en janvier 1849. Il est critiqué pour s'être appuyé sur l'assaut frontal de l'infanterie plutôt que sur l'artillerie et est remplacé en tant que commandant en chef par Charles James Napier mais, avant l'arrivée de la nouvelle de son remplacement, Gough remporte une victoire décisive sur les Sikhs lors de la Bataille de Gujrat en février 1849. Il retourne en Irlande et est promu dans la pairie en tant que vicomte Gough de Goojerat au Pendjab et de la ville de Limerick le 4 juin 1849. Il prend sa retraite du service actif plus tard cette année-là et est promu au grade effectif de général à part entière le 20 juin 1854.
Gough est également colonel du 99e régiment d'infanterie, colonel du 87e (Royal Irish Fusiliers) régiment d'infanterie et plus tard colonel des Royal Horse Guards. À Dublin, il est membre du Kildare Street Club. Il est promu maréchal le 9 novembre 1862.

## Mort et commémoration

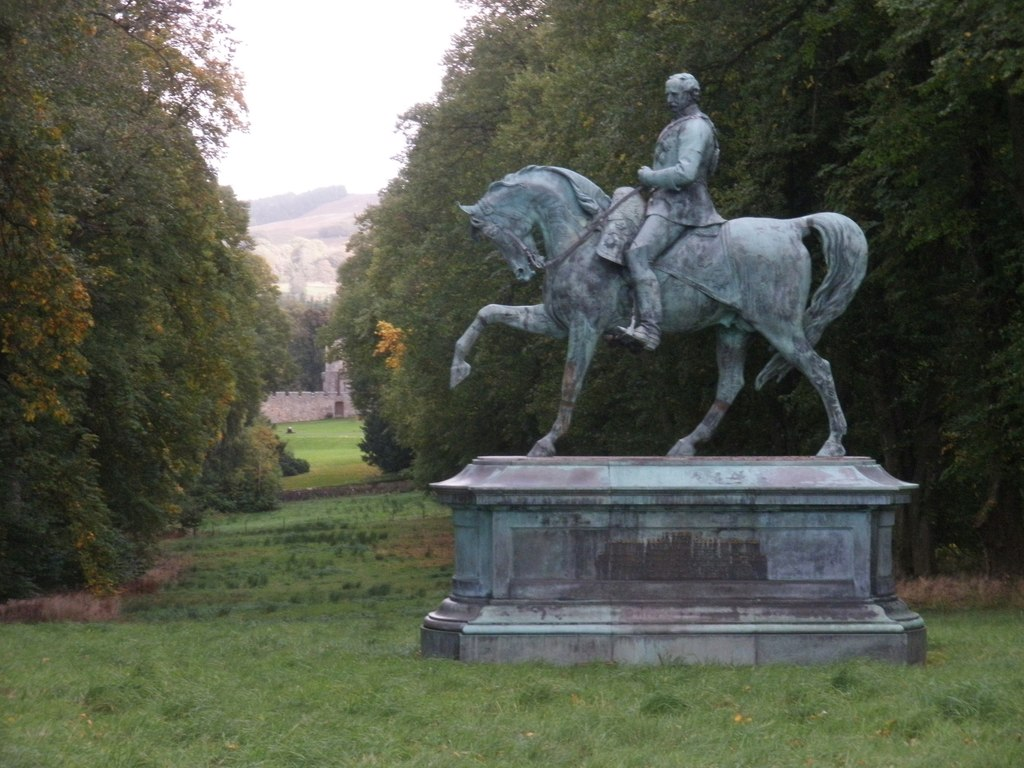
Statue équestre du vicomte Gough au château de Chillingham par le sculpteur né à Dublin John Henry Foley.

Il meurt à St. Helen's, sa maison de Booterstown, le 2 mars 1869 et est enterré à Stillorgan.
Les propositions pour une statue à Gough commencent en 1869 mais sont rejetées par la Dublin Corporation, pour les sites de Carlisle Bridge, Foster Place et Westmoreland Street . Une statue équestre de Gough par John Foley est finalement érigée à l'extérieur de la ville, dans le Phoenix Park de Dublin en 1880  mais, après avoir été vandalisée à plusieurs reprises dans les années 1940 et 1950, elle est déplacée au château de Chillingham dans le Northumberland en 1990. 

## Famille
En juin 1807, Gough épouse Frances Maria Stephens, fille du général Edward Stephens.
En tant que 1er vicomte Gough, il établit un siège familial près de Gort au château de Lough Cutra, dans le comté de Galway, en Irlande, qu'il achète en 1852 .
Il est le cousin germain de Thomas Bunbury de Lisnavagh, comté de Carlow, député de Carlow, et Jane McClintock de Drumcar, mère du 1er baron Rathdonnell . Il est remplacé par son fils, George Stephens Gough.

## Sources
- Thomas Hay Sweet Escott, Club Makers and Club Members, 1913, 329–333 p. (lire en ligne)
- Tony Heathcote, The British Field Marshals, 1736–1997: A Biographical Dictionary, Barnsley, Leo Cooper, 1999 (ISBN 0-85052-696-5)
- Paul Usherwood, Public sculpture of North-East England, Liverpool University Press, 2000 (ISBN 978-0853236351)
- Robert Rait, The Life and Campaigns of Hugh, First Viscount Gough, Field-Marshal Volume 1, Westminster, A. Constable & Co., 1903 (lire en ligne)
- Robert Rait, The Life and Campaigns of Hugh, First Viscount Gough, Field-Marshal Volume 2, Westminster, A. Constable & Co., 1903 (lire en ligne)